# Ioixkar-Olà
Ioixkar Olà (rus i mari Йошка́р-Ола́) és una ciutat de Rússia, capital de la república de Marí El. Està situada a 56° 38′ N 47° 52′ E, té una població de 281,165 (Cens de 2002) i a poc a poc augmenta la població amb l'arribada de gent d'àrees veïnes. Els mari són el 23% de la població Té l'aeroport d'Ioixkar-Olà.
El nom vol dir en mari Ciutat roja. Durant l'època de l'imperi Rus es deia Tsaryovokokshaysk i Krasnokokshaysk durant els primers anys de govern soviètic, fins que fou rebatejada com a Ioixkar-Olà). Els primers noms provenien del riu Petit Kokshaga, que travessa la ciutat.